# Maccabi Netanya FC
Maccabi Netanya FC je izraelský fotbalový klub z města Netanja. Hraje Ligat ha'Al, nejvyšší izraelskou fotbalovou soutěž.

## Historie
Klub byl založen v roce 1934.
Nejúspěšnější období Maccabi Netanya bylo v 70. a na začátku 80. let. V tomto období klub vyhrál 5krát ligu a 1krát pohár. V roce 1978 klub vyhrál double.
V polovině 90. let klub sestoupil do druhé ligy, kterou hrál několik dalších sezón. Sice později postoupili, ale následující sezónu znova sestoupili. V sezóně 2005/06 klub znova postoupil do 1. ligy.
V roce 2006 klub koupil podnikatel Daniel Jammer. V sezóně 2008/09 se stal trenérem klubu Lothar Matthäus, po konci sezóny ale z klubu odešel.
Klub se několikrát kvalifikoval do evropských soutěží.
Klubovým rivalem je Beitar Nes Tubruk, který sídlí ve stejném městě.

## Významní hráči
- Mordechai Spiegler
- Ronny Levy
- David Pizanti
- Luis Marín
- Almog Cohen
- Tim Heubach

## Významní trenéři
- Lothar Matthäus
- Ronny Levy
- Raymond Atteveld

## Úspěchy
- Ligat ha'Al
  - : 1970/71, 1973/74, 1977/78, 1979/80, 1982/83
- Izraelský fotbalový pohár
  - : 1977/78
  - : 1953/54, 1969/70, 2013/14, 2018/19